# Oligostigma argyrotoxalis
Oligostigma argyrotoxalis là một loài bướm đêm trong họ Crambidae.